# Julien Sauvage
Cet article concerne le sportif. Pour l'article sur le pseudonyme de l'écrivain Claude Brami, voir Julien Sauvage (écrivain).
 Julien Sauvage , né le 2 août 1985 à Avignon, est un nageur français.

## Biographie
Julien est ingénieur. Il a fait partie du pôle France du T.O.E.C et a poursuivi ses études à l'I.N.S.A où il est venu en 2003.

## Palmarès

### Jeux olympiques d'été
Il est le premier nageur qualifié pour les J.O de 2012 à Londres, il se place 11e.

### Championnat du monde
EN 2011 il se place 8e à Shangaï sur 10 km.
En 2010 il est 22e à Roberval sur 5 km.
En 2009 il finit 18e du 5 km de Rome.

### Championnat d'Europe
En 2010, il finit 5e du 5 km et 13e du contre la montre.
En 2006, il a fini 9e du 5 km à Budapest.

### Championnat de France
En 2011 il est 2e du 10 km et
en 2010 il est 1e du 5 km et 3e du contre le montre.